# Kanton Monts
 Monts  is een kanton van het Franse departement Indre-et-Loire. Het kanton maakt deel uit van het arrondissement Tours. In 2020 telde het 37.987 inwoners.
Het kanton werd gevormd ingevolge het decreet van 18 februari 2014 met uitwerking op 22 maart 2015, met  Monts als hoofdplaats.

## Gemeenten
Het kanton omvat de volgende 10 gemeenten:  
- Artannes-sur-Indre
- Esvres
- Montbazon
- Monts
- Pont-de-Ruan
- Saint-Branchs
- Sorigny
- Truyes
- Veigné
- Villeperdue